# Terra Nivium
Terra Nivium (Terra delle Nevi in latino) è una regione montuosa sulla Luna di forma grosso modo triangolare.
Nel suo Almagestum Novum, l'illustre selenografo Giovanni Riccioli chiamava le varie regioni montuose Terrae (terre). Tuttavia questa nomenclatura per le aree continentali della Luna non è mai diventata di uso comune, a differenza del suo schema per i crateri e i mari.

## Descrizione
Terra Nivium si trova a nord del Mare Vaporum, è delimitata a nord-ovest dalla frastagliata catena dei Montes Apenninus e a nord-est dai meno imponenti Montes Haemus. Una parte di quest'ultima area è stata invasa da flussi di magma che la collegano al Mare Vaporum.

Quest'area irregolare contiene alcune piccole depressioni che sono state ricoperte da flussi di lava basaltica formando dei mari lunari in miniatura. Sono raggruppati vicino al bordo sud dell'area, e riempiono molta della superficie tra il Mare Vaporum e i Montes Haemus. Questi mini-mari sono generalmente di forma irregolare e molti sono collegati tra loro attraverso spaccature nelle isole continentali più accidentate. 

Queste zone sono elencate nella tabella di seguito, ordinate da ovest a est. Il diametro riportato è in realtà quello del più piccolo cerchio che può contenere completamente la struttura.

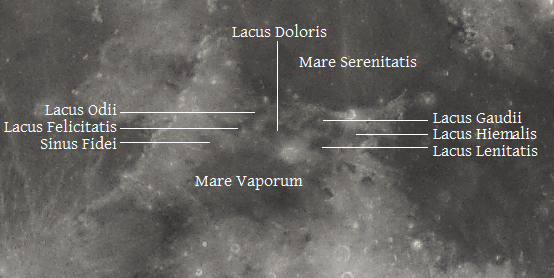

| Nome latino       | Traduzione          | Latitudine | Longitudine | Diametro |
| ----------------- | ------------------- | ---------- | ----------- | -------- |
| Sinus Fidei       | Golfo della Fede    | 18.0° N    | 2.0° E      | 70 km    |
| Lacus Felicitatis | Lago della Felicità | 19.0° N    | 5.0° E      | 90 km    |
| Lacus Odii        | Lago dell'Odio      | 19.0° N    | 7.0° E      | 70 km    |
| Lacus Doloris     | Lago del Dolore     | 17.1° N    | 9.0° E      | 110 km   |
| Lacus Lenitatis   | Lago della Dolcezza | 14.0° N    | 12.0° E     | 80 km    |
| Lacus Gaudii      | Lago della Gioia    | 16.2° N    | 12.6° E     | 113 km   |
| Lacus Hiemalis    | Lago dell'Inverno   | 15.0° N    | 14.0° E     | 50 km    |